# Vissenbjergs kommun
Vissenbjergs kommun var en kommun i Fyns amt i Danmark mellan 1970 och 2007. Efter kommunreformen 2007 ingår kommunen i Assens kommun.